# Jole Santelli
Jole Santelli   (Cosenza, 28 de desembre de 1968 - Cosenza, 15 d'octubre de 2020) fou una política italiana, presidenta de la regió de Calàbria entre el 15 de febrer i el 15 d'octubre de 2020. Diputada entre el 2001 i el 2020, va ser sotssecretària d'Estat al Ministeri de Justícia entre 2001 i 2006 durant els Governs Berlusconi II i III i, així mateix, sotssecretària al Ministeri de Treball i de Polítiques Socials entre maig i desembre de 2013, durant el Govern Letta.